# Пока никто не умер
«Пока никто не умер» — второй студийный альбом российской рэп-группы Ю.Г., выпущенный 5 февраля 2004 года на лейбле Respect Production. Дистрибуцией альбома занималась фирма грамзаписи «Студия Монолит».
Альбом посвящается памяти Алексея «Грюндига» Перминова (1975—2000). Альбом был записан в 2003 году в московской студии M.Y.M. Recordz. В записи альбома приняли участие рэперы Эл Соло, Каста, Змей, Карандаш и Сир Джей, а также R&B-исполнитель Рива. Альбом был спродюсирован К.И.Т.'ом при содействии Dj Длии, DJedi Хобот, Шым, Эл Соло, Лигалайз, Ян И.С., Димастый и Максим Осокин.
Презентация альбома состоялась 5 февраля 2004 года в московском клубе «Downtown». Помимо самих «Южных Головорезов» (без «Мака») на концерте выступило много их друзей: Лигалайз, D.O.B., Карандаш, Da B.O.M.B., Big Black Boots, На Грани, DJ Хобот. Каждому купившему билет на акцию бесплатно вручили аудиокассету с новым альбомом.

## Запись альбома
Работа над вторым альбомом началась в 2001 году, когда группа была подписана на лейбл RAP Recordz. К началу 2002 года было записано около десяти новых треков, которые впервые были исполнены на концерте «Это только начало» 24 февраля 2002 года, где также выступили группы Nonamerz и Da B.O.M.B.. Выпуск нового альбома под названием «Пока никто не умер» изначально был запланирован на май 2002 года, но позже был отложен на конец года. В середине декабря 2002 года группа Ю.Г. подписывает контракт с компанией Respect Production на выпуск второго альбома и на дальнейшую работу группы на этом лейбле. Альбом был полностью перезаписан в течение 2003 года, поскольку «рэперы решили, что качество альбома их не устраивает». Первоначально компания Respect Production собиралась выпустить пластинку в начале декабря, но позже перенесла дату выхода альбома на 5 февраля 2004 года. Дистрибуцией альбома занималась фирма грамзаписи «Студия Монолит».
Несмотря на то, что автором практически всех текстов группы Ю.Г. был Макъ, Винт сам написал свои куплеты для трёх песен альбома «Пока никто не умер» (2004): «Бьётся сердце», «Культуре посвящаю» и «Родителям».
В песнях группы затрагивался широкий круг вопросов: деградация современного социума («Три хороших девочки»), самопознание («Зеркала»), смысл человеческой жизни («Холоднокровные», «Пока никто не умер»), политический протест («Игры патриотов»), бытописание жизненных ситуаций («Мутно», «Гастрольная»).
Обложку для альбома, дом и арка, снимали по адресу Бережковская набережная, 12 в Москве. Остальные локации, на которых изображены крупные планы — портреты участников групп, — часть их снята во дворе этого же дома. В окончательный буклет попали и фотографии, сделанные на улице Трофимова в районе станции метро «Автозаводская». Там родились и выросли Андрей Кит и ещё один из участников группы. Часть снимков сделана около метромоста возле метро «Коломенская».
В 2005 году в интервью для портала Rap.ru главный текстовик группы, Мак, оказался недоволен результатом:
Конечно, альбом как ребёнок, но… Пиррова победа, понимаешь? Высасывание из пальца, размусоливание на пустом месте. Смотришь на первый и думаешь, как бы не повториться. Эта социальщина перестала быть близкой. И потом, всё время думали над смыслом. Смысл-смысл-смысл. В чём отличие русского рэпа от украинского? Там больше на технику упор, на музыкальность, а у нас на содержание. А ведь хочется и фишек каких-то и чего-то интересного.

## Видеоклип
Главной песней в альбоме считалась «Игры патриотов» и именно на неё изначально планировалось снять видеоклип, но позже фаворитом стала песня «Остаюсь таким же», клип на которую попал в ротацию на «MTV Россия» 8 декабря 2003 года. В песне «Остаюсь таким же» каждый из участников коллектива говорил о своём видении того, как можно жить в сложившейся ситуации. Макъ не стал сниматься в клипе, потому что «он уже принял решение уйти из группы».

## Критика
28 января 2004 года журналист «Афиши» Григорий Гольденцвайг отметил, что в альбоме «Пока никто не умер» участники группы «Ю.Г.» «берут мелкой пластикой, шиком сэмплов с псевдоамериканским фанком и обрывками грустных фортепианных пассажей», а в текстах хоть и присутствует принцип «о чём вижу — о том читаю», но сделано это «непривычно по-взрослому».
В 2005 году альбом «Пока никто не умер» победил в номинации «Лучший хип-хоп-альбом 2004 года» на второй ежегодной церемонии Hip-Hop.Ru Awards 2004 по результатам голосования пользователей сайта Hip-Hop.ru.
В 2005 году второй альбом группы Ю.Г. был назван сайтом Respect Production «лучшим рэп-альбомом 2004 года».
В 2007 году главный редактор портала Rap.ru, Андрей Никитин, поместил альбом в список главных альбомов русского рэпа.
В 2007 году альбом был назван российским изданием журнала Billboard «одним из самых совершенных альбомов в истории отечественного хип-хопа», добавив, что в «Дёшево и сердито» больше молодой дерзости, а в «Пока никто не умер» — профессионализма.

## Список композиций
| Номер трека | Название                                                  | Участвует           | Музыка                                                                  | Время |
| ----------- | --------------------------------------------------------- | ------------------- | ----------------------------------------------------------------------- | ----- |
| 01          | «Начало»                                                  |                     |                                                                         | 0:20  |
| 02          | «Стали старше»                                            |                     | К.И.Т., Ян И.С. (клавишные), Димастый (гитара)                          | 4:11  |
| 03          | «Бьётся сердце»                                           |                     | К.И.Т., DJ Длии (скретчи)                                               | 3:14  |
| 04          | «Глядя вверх»                                             | Рива                | К.И.Т.                                                                  | 3:54  |
| 05          | «Одно и то же»                                            | Эл Соло             | К.И.Т., Ян И.С. (клавишные)                                             | 5:05  |
| 06          | «Жёлтая рубашечка» (Интерлюдия)                           | Каста               | К.И.Т.                                                                  | 1:13  |
| 07          | «Гастрольная»                                             | Каста, Змей         | Шым                                                                     | 4:04  |
| 08          | «Родителям» (Полная версия)                               |                     | К.И.Т.                                                                  | 3:59  |
| 09          | «Культуре посвящаю»                                       | Карандаш            | К.И.Т., DJedi Хобот (скретчи)                                           | 4:05  |
| 10          | «Игры патриотов»                                          |                     | К.И.Т., Димастый (бас), Ян И.С. (клавишные)                             | 3:33  |
| 11          | «Вышеназванные…» (Интерлюдия) (архивная видеозапись 1998) |                     | К.И.Т.                                                                  | 0:27  |
| 12          | «Мутно»                                                   |                     | К.И.Т.                                                                  | 3:44  |
| 13          | «Сделай вдох»                                             | Рива                | К.И.Т., Димастый (клавишные)                                            | 4:14  |
| 14          | «Картинки (99 Тактов)»                                    | Ян И.С. (бэк-вокал) | Эл Соло                                                                 | 4:13  |
| 15          | «Пушка» (Интерлюдия)                                      | Карандаш            | К.И.Т.                                                                  | 2:18  |
| 16          | «Три хороших девочки»                                     |                     | К.И.Т.                                                                  | 2:37  |
| 17          | «Пока никто не умер»                                      |                     | К.И.Т., Максим Осокин (бас-гитара)                                      | 3:51  |
| 18          | «Зеркала»                                                 |                     | К.И.Т., Максим Осокин (бас-гитара), Димастый (бас), Ян И.С. (рок-орган) | 3:02  |
| 19          | «Отбивная 2»                                              | Сир Джей            | К.И.Т.                                                                  | 2:29  |
| 20          | «Холоднокровные»                                          |                     | Лигалайз                                                                | 3:29  |
| 21          | «Остаюсь таким же»                                        |                     | К.И.Т., Димастый (гитара)                                               | 3:42  |

- Запись, сведение и TAPE-мастеринг: Ян И.С. на студии M.Y.M. Recordz, Москва
- Исполнительный продюсер: Аркадий Слуцковский
- Исполнительный сопродюсер: Bugs (Виктор Абрамов)
- Дизайн: Барбанель
- Фотографии: Алексей Седов

## Чарты и ротации
В 2003 году песни «Родителям», «Ещё один день. Часть 2», «Пока никто не умер», «Игры патриотов», «Три хороших девочки», «Сделай вдох» и «Новый раунд/Свежая кровь» группы Ю.Г. прозвучали в хип-хоп передаче «Фристайл» на «Нашем Радио».
По данным интернет-проекта Moskva.FM, 5 песен группы Ю.Г. были в ротации нескольких российских радиостанций с 2007 по 2011 год: «Ещё один день. Часть 2» — на «Радио NEXT» (2007—2011), «Остаюсь таким же» — на «ЮFM» (2010—2011), «Пока никто не умер» — на «Радио NEXT» в 2007 году, «Родителям» — на «Радио NEXT» и «DFM» в 2008 году и «Глядя вверх» — на «Радио NEXT» в 2007 году. При этом песня «Ещё один день. Часть 2» (Nonamerz, Ю.Г. и Мандр) является самым популярным треком группы на радио, который за четыре года с 2007 по 2011 год прослушали 4 тысячи раз.